# Symplectoscyphus cumberlandicus
Symplectoscyphus cumberlandicus is een hydroïdpoliep uit de familie Sertulariidae. De poliep komt uit het geslacht Symplectoscyphus. Symplectoscyphus cumberlandicus werd in 1905 voor het eerst wetenschappelijk beschreven door Jäderholm. 